# Uzer (Hautes-Pyrénées)
Uzer (okzitanisch: Usèr) ist eine französische Gemeinde mit 104 Einwohnern (Stand: 1. Januar 2022) im Département Hautes-Pyrénées in der Region Okzitanien (bis 2015 Midi-Pyrénées). Sie gehört zum Arrondissement Bagnères-de-Bigorre und zum Gemeindeverband Haute-Bigorre. Die Bewohner werden Uzérois genannt.

## Geografie

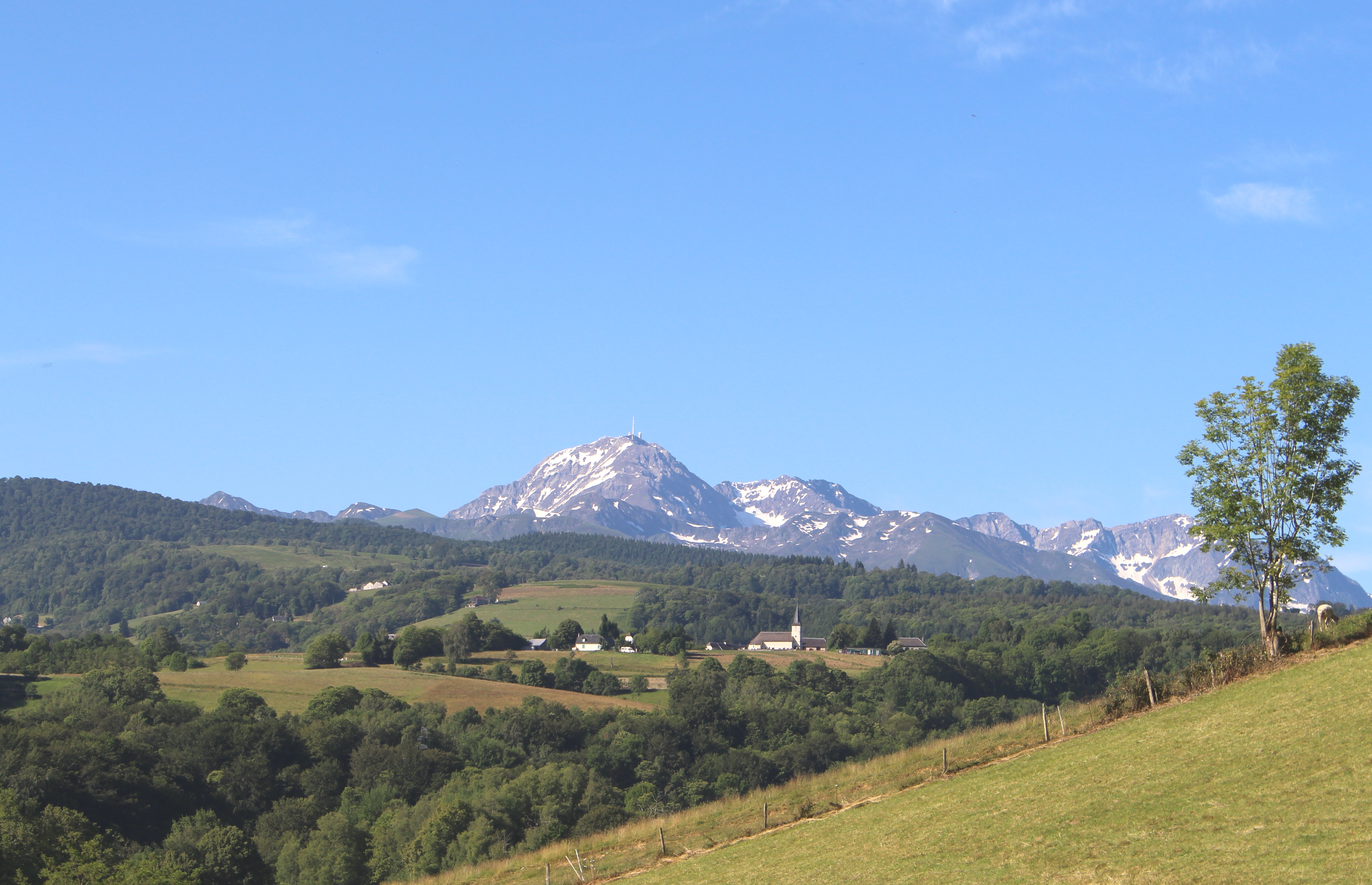
Blick über Uzer zu den Pyrenäen

Die Gemeinde Uzer liegt in der Landschaft Bigorre am Nordrand der Pyrenäen, sieben Kilometer östlich der Arrondissements-Hauptstadt Bagnères-de-Bigorre und 20 Kilometer südöstlich von Tarbes. Durch das 3,48 km² umfassende Gemeindegebiet fließt der Luz, ein Nebenfluss des Arros im Einzugsgebiet des Adour. Das Dorf Uzer liegt auf einem Bergrücken auf 571 Metern über dem Meer, der zur Gemeinde gehörige Weiler Bourdets auf einem benachbarten Berg auf 610 m Höhe. Große Teile der Gemeinde sind bewaldet, vor allem die Täler der Gebirgsbäche und die steilen Hanglagen, während die Hochlagen  oberhalb etwa 500 m von Viehweiden geprägt sind. Umgeben wird Uzer von den Nachbargemeinden Argelès-Bagnères im Norden, Castillon im Nordosten, Bettes im Osten, Lies im Süden, Gerde im Südwesten sowie Bagnères-de-Bigorre im Westen.

## Ortsname
Der älteste überlieferte Ortsname ist A User aus der Zeit zwischen 1200 und 1230. Über Uzier (1313) und das lateinische de Userio (1342 und 1379) entwickelte sich die Schreibweise zu User, Usser und Huser (1429). In Kirchenbüchern tauchten ab 1747 die Namen Uzer en Bigorre und Uzer en Nebouzan auf, ehe sich ab Ende des 18. Jahrhunderts (unter anderem auf Cassini-Karten) der bis heute gebräuchliche Name Uzer etablierte.

## Bevölkerungsentwicklung
| Jahr      | 1962 | 1968 | 1975 | 1982 | 1990 | 1999 | 2011 | 2022 |
| Einwohner | 95   | 74   | 74   | 71   | 82   | 96   | 103  | 104  |

Im Jahr 1836 wurde mit 230 Bewohnern die bisher höchste Einwohnerzahl ermittelt. Die Zahlen basieren auf den Daten von cassini.ehess und INSEE.

## Sehenswürdigkeiten

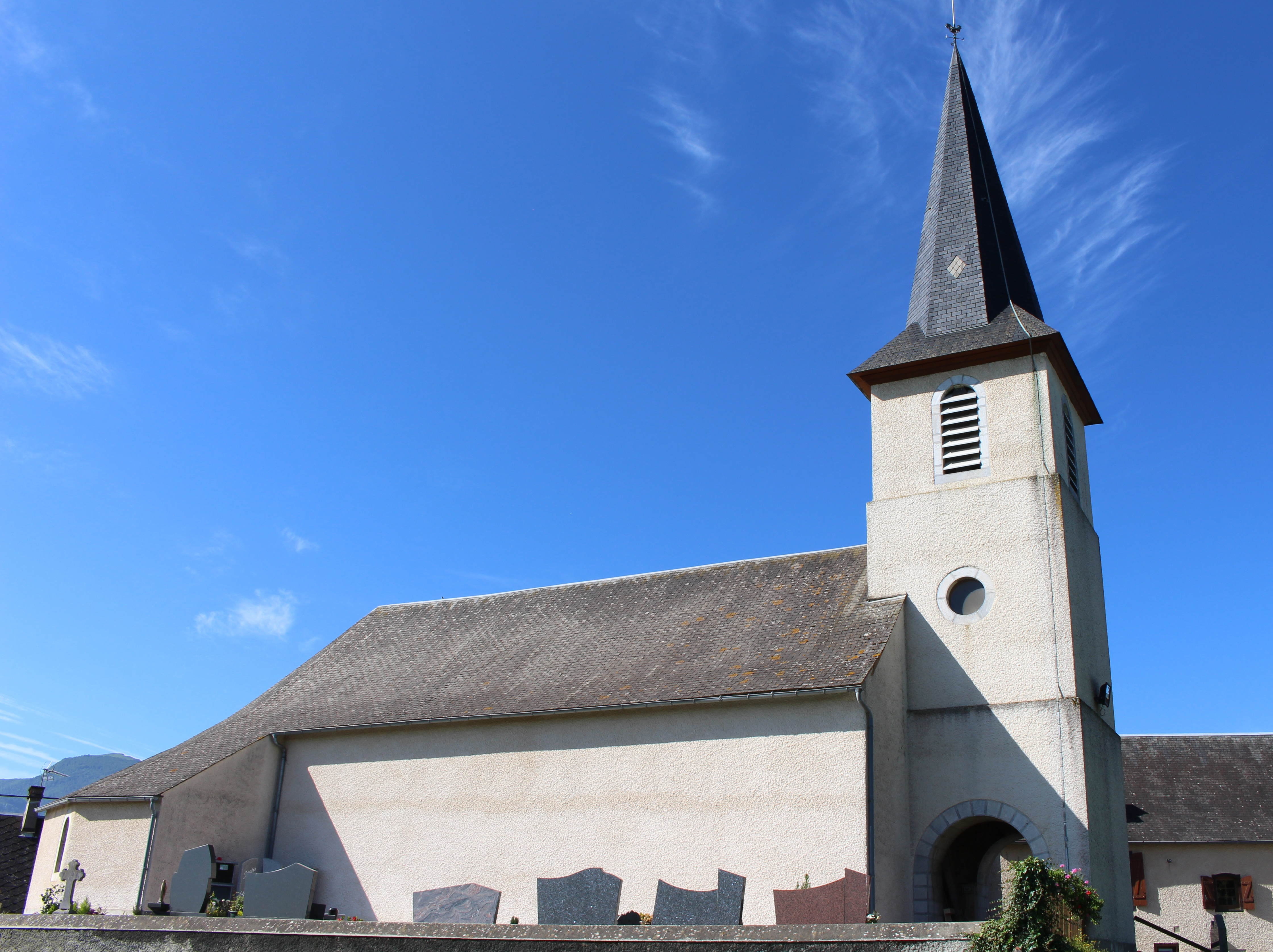
Kirche Saint-Martin
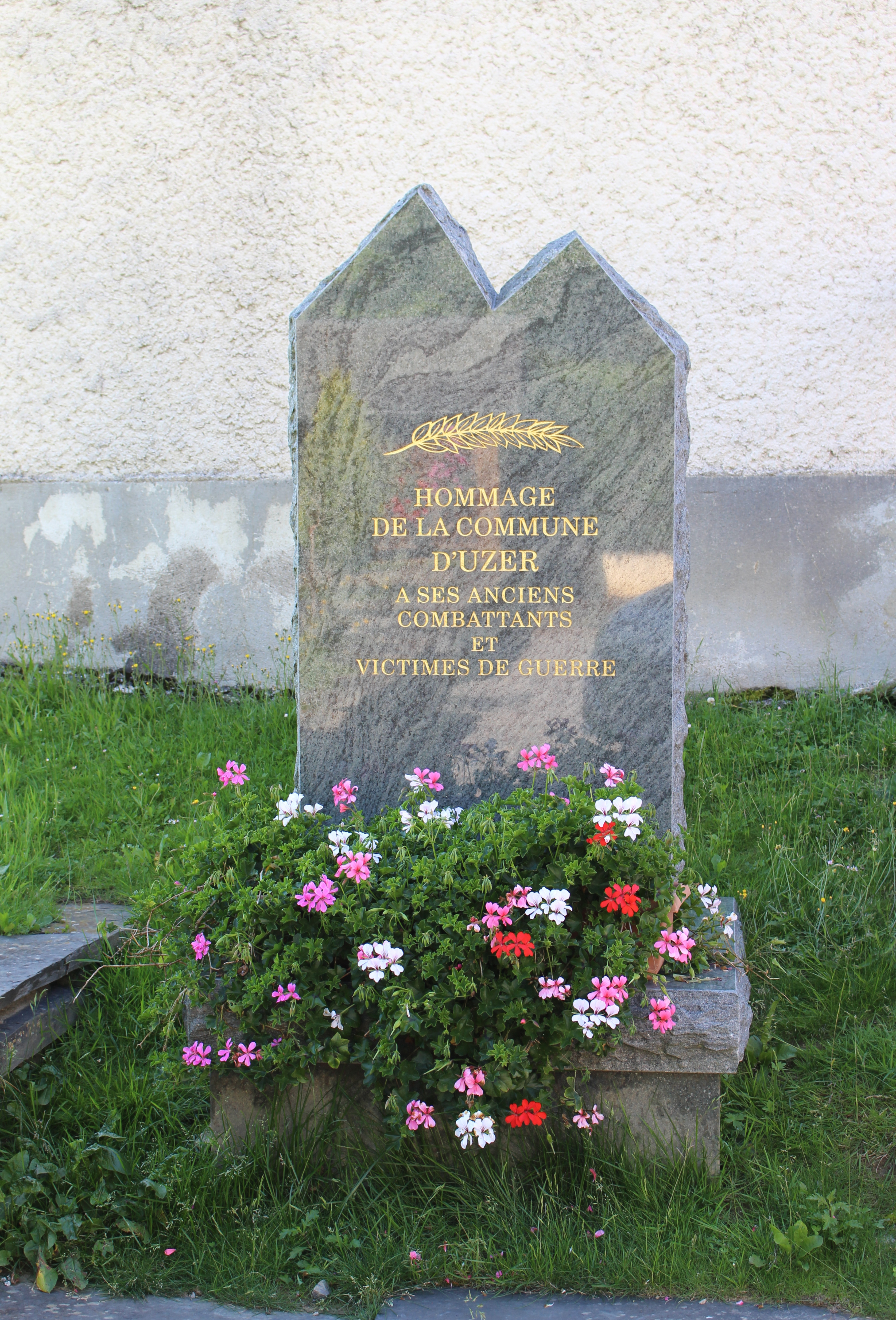
Flurkreuze

- Kirche Saint-Martin
- Gefallenendenkmal

## Wirtschaft und Infrastruktur
Uzer ist ländlich geprägt. Neben bescheidenen Tourismus-Angeboten sind in der Gemeinde vier Landwirtschaftsbetriebe ansässig (Viehzucht, Getreideanbau).
Uzer liegt abseits der überregional wichtigen Verkehrsachsen. Über die nahe Stadt Bagnères-de-Bigorre besteht Anschluss an das Fernstraßennetz. Im 15 Kilometer entfernten Capvern befindet sich der nächste Bahnhof. an der Bahnstrecke Toulouse–Bayonne.

## Belege
1. ↑  Michel Grosclaude und Jean-Francois Le Nail unter Hinzuziehung der Arbeiten von Jacques Boisgontier: „Dictionnaire toponymique des communes des Hautes-Pyrénées, Tarbes, Conseil Général des Hautes-Pyrénées, 2000“ (Toponymisches Wörterbuch der Gemeinden der Hautes-Pyrénées)
2. ↑  Uzer auf cassini.ehess
3. ↑  Uzer auf INSEE
4. ↑  Landwirtschaftsbetriebe auf annuaire-mairie.fr (französisch)